# Ma On Shan Line
Ma On Shan Line (chiń. 馬鞍山綫) – zelektryfikowana linia systemu MTR w Hongkongu. Linia jest odnogą East Rail Line biegnącą w dzielnicy Sha Tin. Linia ma 11,4 km i 9 stacji, czas przejazdu wynosi 16 minut. Większość linii i stacji znajduje się na estakadzie. Na trasie kursują składy zawierające 4 wagony, jednakże stacje na całej długości linii zostały zaprojektowane i wykonane, aby mogły obsługiwać składy z ośmioma wagonami w razie potrzeby. 
Linia zaczyna się w stacji przesiadkowej z East Rail Line, stacji Tai Wai. Końcowy przystanek linii to Wu Kai Sha, który znajduje się w Ma On Shan. Linia została otwarta 21 grudnia 2004 roku.

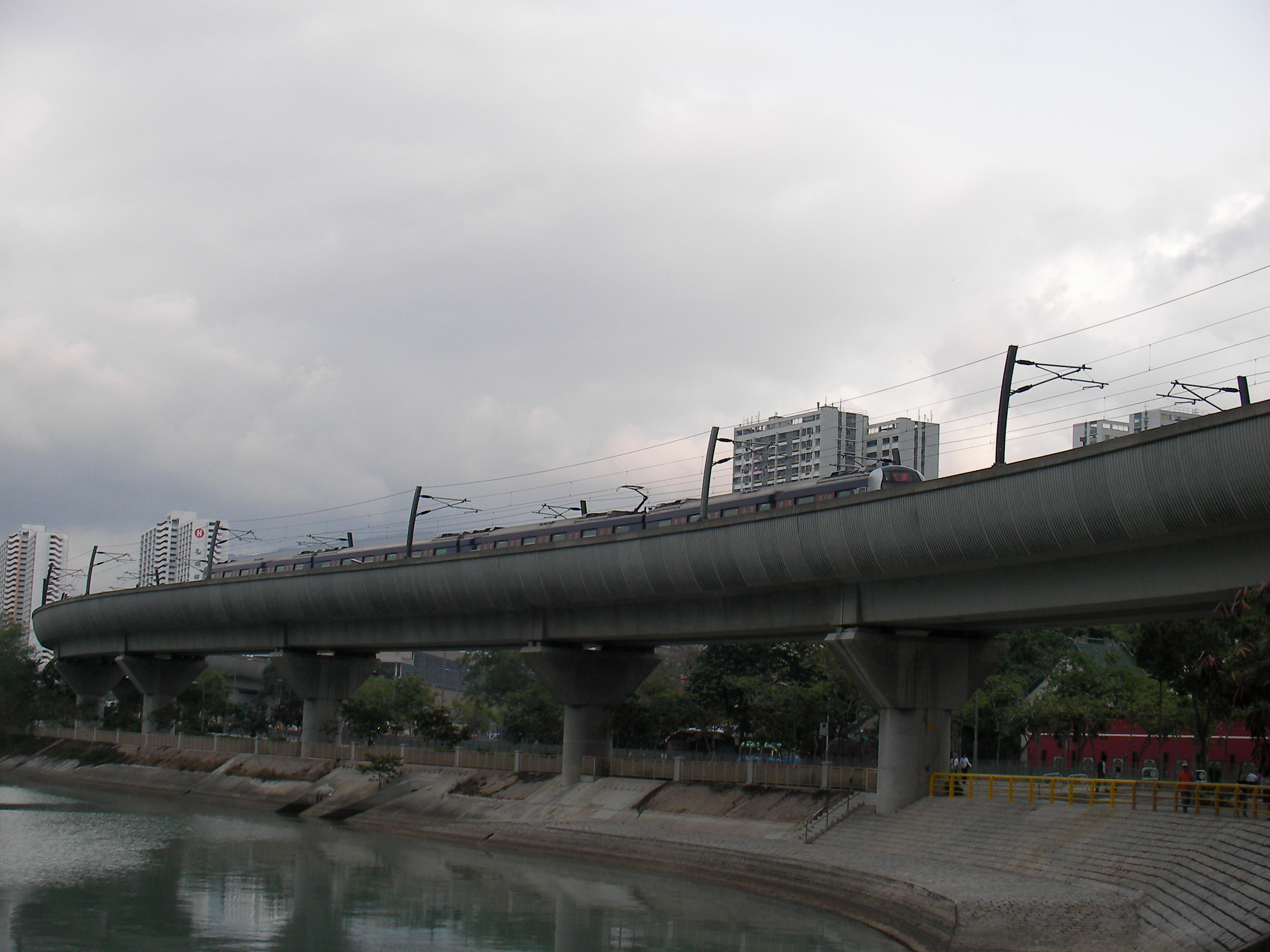
Estakada niedaleko stacji Tai Wai